# Подосинки (Коломенский район)
Подосинки — деревня в Заруденском сельском поселении Коломенского района Московской области. Деревня относится к Макшеевскому сельскому округу. Население — 31 чел. (2010). До образования Коломенского района входила в состав Маливской волости Егорьевского уезда Рязанской губернии.
Находятся Подосинки на расстоянии порядка 80 км от МКАД. Деревня газифицирована. Раньше до революции в Подосинках существовала единоверческая церковь.

## Население
| 2002 | 2006 | 2010 |
| ---- | ---- | ---- |
| 38   | ↗39  | ↘31  |

## Транспорт
Деревня связана автобусным сообщением с райцентром городом Коломной и другими населёнными пунктами Коломенского района — через деревню проходит автобус рейса № 30 Коломна — Новопокровское.